# Nedre Sälmputten
Nedre Sälmputten är en sjö i Rättviks kommun i Dalarna och ingår i Ljusnans huvudavrinningsområde.